# Bobby Womack
Bobby Womack, (Cleveland, 1944. március 4. – Tarzana, 2014. június 27.) amerikai énekes, dalszerző.
Womacknak hat gyermeke volt, közülük három előtte halt meg. Womack elsőszülöttje − aki Barbarával kötött házasságából származott − Vincent Dwayne Womack, 1966-ban született. 21 évesen öngyilkosságot követett el egy saját maga okozta lőtt sebbel a fején. Barbarának két lánya volt a Sam Cooke-kal kötött előző házasságából, Tracy és Linda. Volt egy fia, Vincent Lance Cooke (1961–1963), aki 18 hónapos korában megfulladt a fürdőkádban.

## Pályafutása
Bobby Womack egy acélgyári munkás fia volt. Womack öt testvérével fiatal korától fogva énekelt egy gospelegyüttesben, amelyet a szülei alapítottak. Cleveland körzetének templomaiban léptek fel. Womack Brothers-nek nevezték magukat. Amikor 1954-ben egy 45-ös fordulatú lemezt rögzítettek, megváltoztatták a nevüket The Valentinos-ra.
Sam Cooke hamarosan észrevette őket, és szerződtette a Valentinost saját kiadójához. Az együttes a hatvanas évek végén vált szét. Az „It's All Over Now” című utolsó közös daluk, (egy The Rolling Stones feldolgozás) 1964-ben világsikert aratott.
Három hónappal Sam Cooke halála után Bobby Womack feleségül vette özvegyét, Barbarát. Házasságuknak akkor lett vége, amikor rájött, hogy viszonya van Sam Cooke lányával, aki akkor mindössze 17 éves volt.
Bobby Womack stúdiózenészként és zeneszerzőként dolgozott Memphisben, ahol többek között Aretha Franklinnel és Wilson Pickettel is együttműködött.
Szólókarrierje komolyan 1968-ban kezdődött, és az 1980-as években kokainfüggőségéhez kapcsolódó egészségügyi problémák ellenére folytatódott. 2012. január 2-án bejelentette a sajtónak, hogy Alzheimer-kórban szenved, bevallotta, hogy nem emlékszik sem dalaszövegeire, olykor a munkatársai nevére sem.
Vastagbélrákban halt meg 2014-ben, 70 éves korában.

## Lemezválogatás
- Fly Me to the Moon (1968)
- What Is This b/w What You Gonna Do (When Your Love Is Gone) (1969)
- California Dreamin' (1969)
- How I Miss You Baby b/w Tried and Convicted (1969)
- My Prescription (1970)
- More Than I Can Stand b/w Arkansas State Prison (1970)
- Everybody's Talkin' b/w Something (1970)
- Understanding (1972)
- Across 110th Street b/w Hang On In There (1972)
- Safety Zone (1975)
- Daylight b/w Trust Me (1976)
- BW Goes C&W (1976)
- The Poet (1981)
- The Poet II (1984)
- So Many Rivers (1985)
- Midnight Mover: The Bobby Womack Collection (1993)
- Please Forgive My Heart (2012)
- The Bravest Man In The Universe (2012)

## Díjak
- 2009: Rock and Roll Hall of Fame
- 2011: Grammy-díj jelölés „Stylo” c. dal